# Heinrich Moritz Dietrich

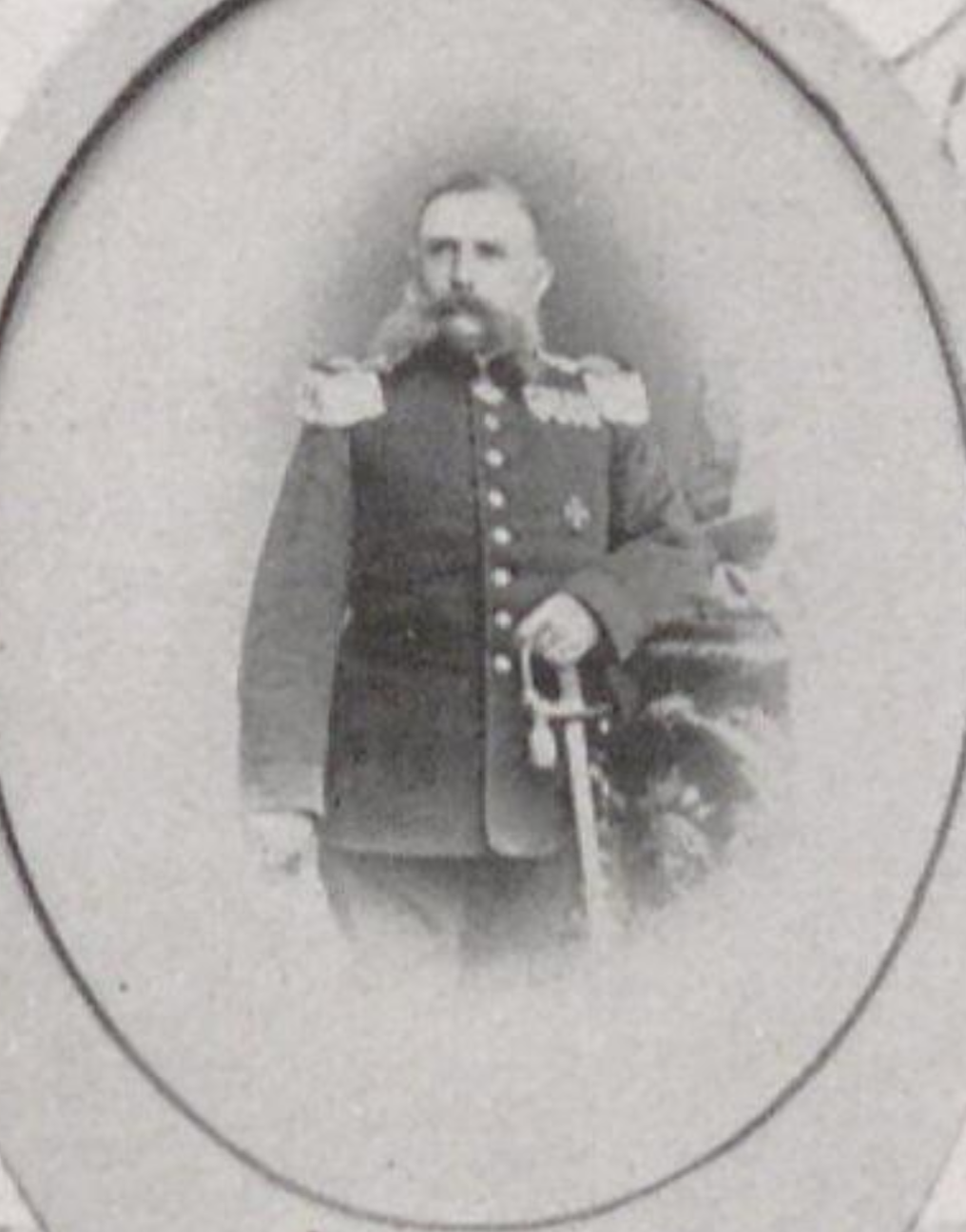
Heinrich Moritz Dietrich

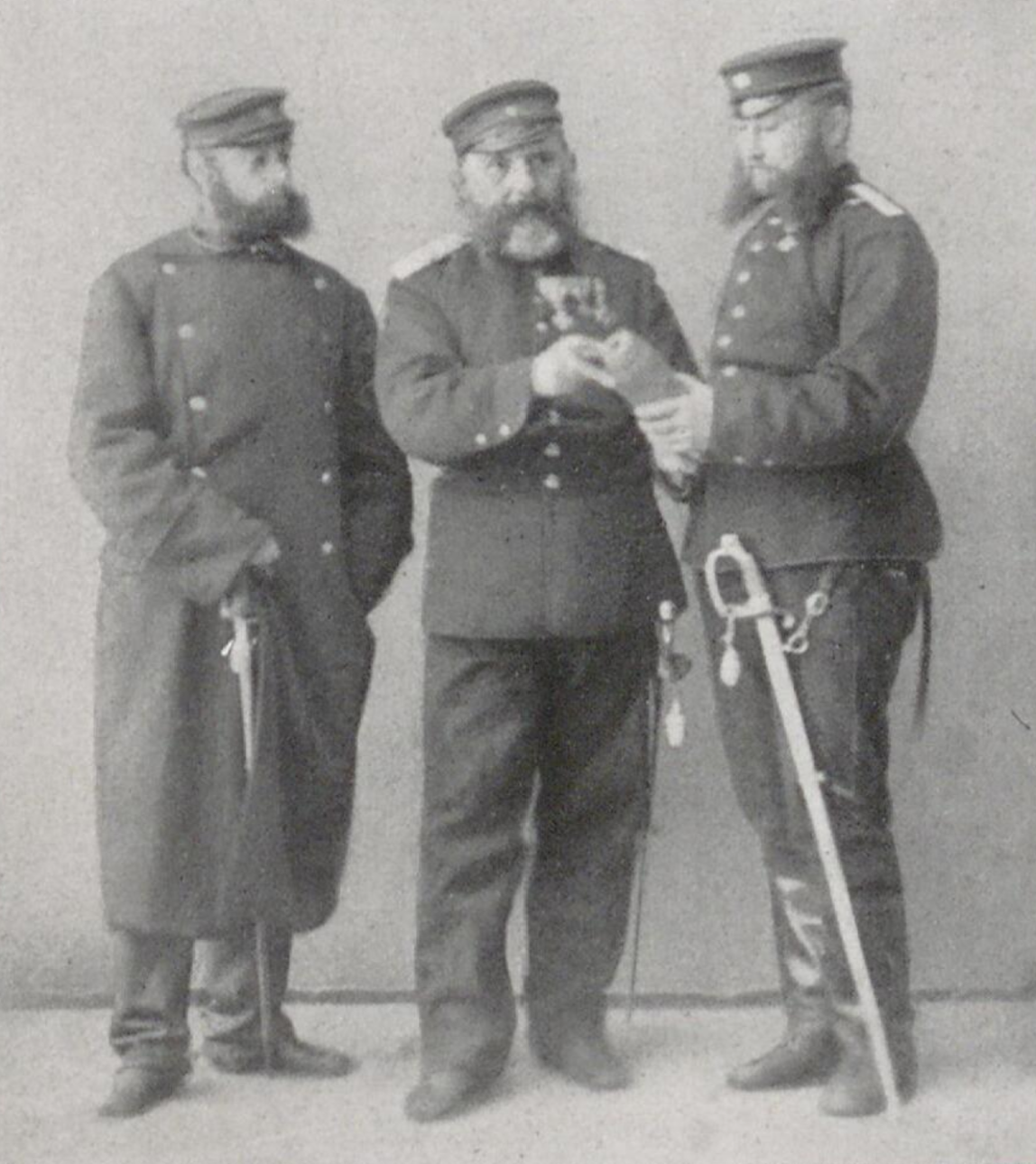
Oberst Dietrich mit Offizieren

Heinrich Moritz Dietrich (* 1818 in Kreischa; † 4. Dezember 1893 in Bischofswerda) war ein sächsischer Oberst und Regimentskommandeur im Deutsch-Französischen Krieg.

## Leben

### Herkunft
Heinrich Moritz Dietrich war Sohn des Oberwundarztes Traugott Siegismund Dietrich und dessen Ehefrau, Johann Christiana, einer geborenen Wolf. Sein Bruder Johann Moritz (* 1828) schlug ebenfalls eine militärische Karriere ein, emigrierte 1861 nach Transvaal und wurde dort 1879 bei „Krugers Post“ ermordet.

### Karriere
Heinrich Moritz Dietrich trat 1832 in das Kadettenhaus der sächsischen Armee ein, wo er eine vieljährige Ausbildung erlebte. Am 1. Januar 1837 wurde er zusammen mit Friedrich von Seydlitz als Portepeejunker dem Leib-Infanterie-Regiment unter dessen Regimentskommandeur Karl Heinrich von Einsiedel zugeteilt, wo seine militärische Laufbahn begann. Er avancierte am 19. Juli 1838 zum Leutnant beim III. Bataillon des Regiments und wurde die nächsten Jahre in verschiedenen Positionen verwendet, bevor er am 14. Dezember 1847 zum Oberleutnant aufstieg und 1850 Adjutant beim 13. Infanterie-Bataillon wurde. Dietrich nahm in diesem Zeitraum im Jahr 1849 am Feldzug in Schleswig-Holstein teil. Am 19. August 1854 stieg er zum Hauptmann und Kompaniechef beim 10. Infanterie-Bataillon auf und wurde die nächsten Jahre in dieser Eigenschaft verwendet. Er wurde am 19. August 1865 zum Major und Wirtschaftschef im Stab der 2. Infanterie-Brigade befördert und nahm innerhalb dieser Eigenschaft am Krieg gegen Preußen teil. Nach Niederlage des Königreich Sachsen und anschließender Neuorganisation der sächsischen Armee wurde Dietrich im Dezember 1867 zum Bataillonskommandeur des II. Bataillons des neuaufgestellten 4. Infanterie-Regiment Nr. 103 ernannt. In dieser Eigenschaft erfolgte am 3. Oktober 1868 seine Beförderung zum Oberstleutnant.

Nach Ausbruch des Krieges gegen Frankreich rückte er mit seinem Verband an die Front und übernahm schon nach kurzer Zeit das die Führung des 4. Infanterie-Regiment Nr. 103 vom erkrankten Oberst von Rohrscheidt. Dietrich nahm mit seinem Regiment an der Schlacht bei Gravelotte und dem Gefecht bei Nouart teil. Nachfolgend nahm er an der Schlacht von Sedan und dem Gefecht bei Beaumont teil. Für seine Beteiligung bei Sedan wurde ihm das Komturkreuz des bayerischen Militär-Verdienstordens verliehen. Die Beförderung zum Oberst und Regimentskommandeur erfolgte am 7. Oktober 1870. Dietrich wurde für seine Verdienste im Konflikt zudem mit dem Ritterkreuz des Militär-St.-Heinrichs-Ordens (verliehen am 29. September 1870) und dem Eisernen Kreuz I. Klasse ausgezeichnet. Durch Anstrengungen, die er im Feldzug über sich ergab, wurde er am 31. März 1874 unter Genehmigung seines Abschiedsgesuches zur Disposition gestellt. Nach seiner Pensionierung verlebte er seinen Lebensabend in Bischofswerda, wo er in zahlreichen Militärvereinen tätig war. Im Zuge des 50-jährigen Militärjubiläums des sächsischen Monarchen, König Albert, erhielt Oberst Dietrich ein persönliches Handschreiben des Königs.
Dresden, den 20. Oktober 1893.
Die Feier meines 50jährigen Militärdienstjubiläums ruft in mir Erinnerungen wach nicht nur an längst vergangene Zeiten und an die großen Ereignisse, die während meiner Dienstzeit sich abgespielt haben; vor allem tauchen in mir in diesen Tagen auch die Erinnerungen an diejenigen Kameraden auf, welche zu Beginn meiner Dienstzeit in näheren dienstlichen Beziehungen zu mir gestanden. Sie, mein lieber Oberst Dietrich, zählen als mein einstiger Regimentskamerad zu denselben und es drängt Mich deshalb, Ihnen heute durch diese Zeilen den Beweis zu geben, daß Ich Ihrer gedacht habe, wie ich mich überzeugt weiß, dass auch Sie in diesen Tagen in treuer Anhänglichkeit gedenken werden.
Ihres Ihnen wohlgewogenen Königs
Albert.

Nach seinem Tod wurde im Jahr 1900 die „Oberst-Dietrich-Stiftung“ von seiner ehemaligen Gemahlin errichtet.